# かえでとかよこのチョット聞いて夜
『かえでとかよこのチョット聞いて夜』（かえでとかよこのチョットきいてよ）は、エフエム福岡で毎週木曜深夜25:00 - 25:30に放送されていた番組。提供スポンサーは安藤工事。2013年9月26日深夜の放送を以って終了した。
公式ホームページでは過去に放送したポッドキャスト配信を行っている。

## DJ
- kaede
- バンカヨコ

## ナレーター
- BUTCH